# SOAP
 Ikke at forveksle med bandet S.O.A.P.
SOAP (Simple Object Access Protocol) er en XML-baseret protokol til udveksling af struktureret information over et computernetværk, ofte via HTTP.

## Eksterne henvisning
- W3C-side om SOAP

| Internet | Spire Denne internet-relaterede artikel er en spire som bør udbygges. Du er velkommen til at hjælpe Wikipedia ved at udvide den. |